# Стохастическое программирование
Стохасти́ческое программи́рование — подход в математическом программировании, позволяющий учитывать неопределённость в оптимизационных моделях.
В то время как детерминированные задачи оптимизации формулируются с использованием заданных параметров, реальные прикладные задачи обычно содержат некоторые неизвестные параметры. Когда параметры известны только в пределах определенных границ, один подход к решению таких проблем называется робастной оптимизацией. Этот подход состоит в том, чтобы найти решение, которое является допустимым для всех таких данных и в некотором смысле оптимально.
Модели стохастического программирования имеют подобный вид, но используют знание распределений вероятностей для данных или их оценок. Цель здесь состоит в том, чтобы найти некоторое решение, которое является допустимым для всех (или почти всех) возможных значений данных и максимизируют математическое ожидание некоторой функции решений и случайных переменных. В общем, такие модели формулируются, решаются аналитически или численно, их результаты анализируются, чтобы обеспечить полезную информацию для лиц, принимающих решения.
Наиболее широко применяются и хорошо изучены двухэтапные линейные модели стохастического программирования. Здесь лицо, принимающее решение, предпринимает некоторое действие на первом этапе, после которого происходит случайное событие, оказывающее влияние на результат решения первого этапа. На втором этапе может тогда быть принято корректирующее решение, которое компенсирует любые нежелательные эффекты в результате решения первого этапа.
Оптимальным решением такой модели является единственное решение первого этапа и множество корректирующих решений (решающих правил), определяющих, какое действие должно быть предпринято на втором этапе в ответ на каждый случайный результат.